# 人性的枷鎖
《人性的枷鎖》（英語：Of Human Bondage）是英國小說家威廉·萨默塞特·毛姆於1915年創作的小說作品，是他的代表作品，曾入選20世紀百大英文小說。該小說具有毛姆的自傳色彩，但毛姆堅稱只是一部小說，並非自傳 。